# Andrew Rogers
Andrew Rogers és un escultor contemporani australià. És el creador de la iniciativa d'art natura més gran del món, anomenada Rhythms of Life (Ritmes de la Vida). El projecte va començar l'any 1998 i actualment comprèn 51 estructures de pedra massives repartides en 16 països dels set continents, i ha involucrat més de 7.500 persones.